# Rocourt-Saint-Martin
Rocourt-Saint-Martin – miejscowość i gmina we Francji, w regionie Hauts-de-France, w departamencie Aisne.
Według danych na styczeń 2014 roku gminę zamieszkiwało 314 osób, a gęstość zaludnienia wynosiła 54,1 osób/km².